# Vietsenia laxiflora
Vietsenia laxiflora är en tvåhjärtbladig växtart som beskrevs av Carlo Hansen. Vietsenia laxiflora ingår i släktet Vietsenia och familjen Melastomataceae. Inga underarter finns listade i Catalogue of Life.